# Nieuwe Sint-Pieter en Pauluskerk (Neder-Over-Heembeek)
De Nieuwe Sint-Pieter en Pauluskerk is een kerkgebouw te Neder-Over-Heembeek, gelegen aan Peter Benoitplein 1.

## Geschiedenis
De kerk werd gebouwd nadat de oude Sint-Pieter en Pauluskerk in 1932 door blikseminslag werd verwoest. Het gebouw werd op een andere plaats neergezet, namelijk op de grens tussen Neder-Heembeek en Over-Heembeek, die al sinds 1813 waren gefuseerd en sinds 1814 ook één parochie vormden. De kerk verving daarmee ook de Sint-Niklaaskerk van Over-Heembeek. Met afmetingen van 26 meter breed, 58 meter lang en 37 meter hoog verving ze de twee dorpskerkjes die veel te klein voor de zich sterk verstedelijkende gemeente geworden waren.

## Gebouw
De nieuwe kerk, die gereedkwam in 1935, werd ontworpen door Julien De Ridder. Het is een grote kruiskerk in eclectische stijl met gebruik van gewapend beton als dragend element, bekleed met baksteen, waarbij art deco een van de toonaangevende stijlelementen is. Het werd daarmee een der eerste kerken in het Brusselse gewest die in dit materiaal werden uitgevoerd. De imposante ingangspartij, met een brede betonnen luifel waaronder drie naast elkaar gelegen toegangsdeuren, wordt geflankeerd door twee identieke torens. Het koor is halfrond afgesloten.

## Kunstschatten
De kerk bezit kunstwerken uit de vroegere kerk, waaronder heiligenbeelden (16e-18e eeuw), 17e-eeuwse schilderijen, zoals een Heilige Familie die aan Theodoor van Loon wordt toegeschreven, een Kruisafneming door Peter Paul Rubens en diverse andere schilderijen.